# Christian Plaziat
Christian Plaziat (ur. 28 października 1963 w Lyonie) – francuski lekkoatleta, który specjalizował się w wielobojach.
Lekkoatletyczną karierę rozpoczął od skoku wzwyż, w tej konkurencji zajął 12. miejsce podczas mistrzostw Europy juniorów (1981). W późniejszych latach startował już głównie w zmaganiach wieloboistów. Trzy razy ustanawiał halowy rekord świata w siedmioboju. Trzykrotnie startował w igrzyskach olimpijskich (Seul 1988, Barcelona 1992 oraz Atlanta 1996). Halowy mistrz świata w siedmioboju z Barcelony (1995). W 1990 roku zdobył złoty medal mistrzostw Europy, a w 1992 oraz 1994 wygrywał halowy czempionat Starego Kontynentu. Jako pierwszy lekkoatleta w historii trzykrotnie zwyciężał indywidualnie w pucharze Europy w wielobojach (1989, 1991, 1994), w 2010 jego osiągnięcie wyrównał Romain Barras. Od 1987 do 1990 trzy razy poprawiał rekord Francji w dziesięcioboju, w ciągu swojej kariery dwunastokrotnie zdobył złote medale mistrzostw Francji. 

## Osiągnięcia
| Rok  | Impreza                   | Miejsce   | Pozycja     | Wynik    |
| ---- | ------------------------- | --------- | ----------- | -------- |
| 1986 | Mistrzostwa Europy        | Stuttgart | 7. miejsce  | 8196 pkt |
| 1987 | Mistrzostwa świata        | Rzym      | 4. miejsce  | 8307 pkt |
| 1988 | Igrzyska olimpijskie      | Seul      | 5. miejsce  | 8272 pkt |
| 1990 | Mistrzostwa Europy        | Split     | 1. miejsce  | 8574 pkt |
| 1991 | Mistrzostwa świata        | Tokio     | 9. miejsce  | 8122 pkt |
| 1992 | Halowe mistrzostwa Europy | Genua     | 1. miejsce  | 6418 pkt |
| 1992 | Igrzyska olimpijskie      | Barcelona | 34. miejsce | DNF      |
| 1993 | Mistrzostwa świata        | Stuttgart | 6. miejsce  | 8398 pkt |
| 1994 | Halowe mistrzostwa Europy | Paryż     | 1. miejsce  | 6268 pkt |
| 1994 | Mistrzostwa Europy        | Helsinki  | 4. miejsce  | 8127 pkt |
| 1995 | Halowe mistrzostwa świata | Barcelona | 1. miejsce  | 6246 pkt |
| 1995 | Mistrzostwa świata        | Göteborg  | 6. miejsce  | 8206 pkt |
| 1996 | Igrzyska olimpijskie      | Atlanta   | 11. miejsce | 8282 pkt |
| 1997 | Halowe mistrzostwa świata | Paryż     | 5. miejsce  | 6106 pkt |

## Rekordy życiowe
- Dziesięciobój lekkoatletyczny – 8574 pkt. (29 sierpnia 1990, Split); były rekord Francji
- Siedmiobój lekkoatletyczny – 6418 pkt. (29 lutego 1992, Genua); były rekord świata, rekord Francji